# Cosa (kommun)
Cosa är en kommun i Spanien.   Den ligger i provinsen Provincia de Teruel och regionen Aragonien, i den östra delen av landet, 220 km öster om huvudstaden Madrid. Arean är 55 kvadratkilometer. Cosa gränsar till Alpeñés.
Terrängen i Cosa är platt åt sydost, men åt nordväst är den kuperad.